# ケイト・アトキンソン
ケイト・アトキンソン （Kate Atkinson, 1951年12月20日 - ）はイギリスはイングランドの作家。

## 経歴
ヨーク生まれ。ダンディー大学で英米文学を専攻。とりわけカート・ヴォネガットを愛読。
修士号取得後は職業を転々とするが、やがて母校の大学の英語教師になる。
1986年、雑誌『ウーマンズ・オウン』の短篇コンペで優勝。1993年、イアン・セイント=ジェイムス賞を受賞。
1995年、初の長篇である『博物館の裏庭で』でサルマン・ラシュディらを抑えて栄誉あるウィットブレッド文学賞を受賞。
近作『Case Histories』（2004）はスティーヴン・キングに「この10年で最良のミステリー」と絶賛されている。
二度の結婚と離婚を経て、現在は二人の娘とともにエジンバラに暮らす。

## 邦訳作品
- 『博物館の裏庭で』 小野寺健 訳、新潮社、新潮クレスト・ブックス、2008年8月
- 『世界が終わるわけではなく』青木純子 訳、東京創元社、海外文学セレクション、2012年11月
- 『探偵ブロディの事件ファイル』青木純子 訳)、東京創元社、2014年10月
- 『マトリョーシカと消えた死体』 (探偵ブロディの事件ファイル) 青木純子訳、2016年7月
- 『ライフ・アフター・ライフ』青木純子 訳、東京創元社、海外文学セレクション、2020年5月

## 作品
- Behind the Scenes at the Museum (1995) –  winner of the 1995 Whitbread first novel and Book of the Year Prize
- Human Croquet (1997)
- Emotionally Weird (2000)
- Life After Life (2013) – winner of the 2013 Costa novel award
- A God in Ruins (2015) – winner of the 2015 Costa novel award
- Transcription (2018)[1]
- Shrines of Gaiety (2022)
- The Line of Sight (TBC)[2]

## 受賞歴
- 1995 Whitbread Awards (Book of the Year), Behind the Scenes at the Museum
- 2009 Crime Thriller Award for The CWA Gold Dagger: When Will There Be Good News? (nominated)[3]
- 2009 British Book Awards, Richard and Judy Bookclub Winner, When Will There Be Good News?
- 2013 Costa Book Awards (Novel category), Life After Life[4]
- 2014 Walter Scott Prize shortlist for Life After Life[5]
- 2014 South Bank Sky Arts Award for Life after Life[6]
- 2015 Costa Book Awards (Novel category), A God in Ruins[7]